# Сентрал
Сентрал (ісп. Central) — найменший департамент Парагваю, розташований на заході країни. Займає територію площею 2,465 км², населення — 1,929,834 осіб (2002). Адміністративний центр — місто Ареґуа.